# David Písek
David Písek (* 2. července 1997), přezdívaný Štěrk, je český šipkař a hráč týmu Mustang Knínice.

## Kariéra
S šipkami začal ve svých 13 letech. Původně byl obstojným fotbalistou, nicméně po jednom zápase vyzkoušel šipky v místní restauraci a šipky jej oslovily. Začal se o tento sport zajímat více. Zapojil se do nižších soutěží na Brněnsku a velice poctivě si prošel zkušenostmi od nejnižších ligových soutěží. Většinu svých úspěchu nasbíral v softových šipkách.
V letech 2013 a 2014 se stal juniorským mistrem republiky v softových šipkách. Povedlo se mu rovněž uspět ve slavném anglickém turnaji Winnmau, kde mezi juniory vybojoval 17. místo. V letech 2018 a 2019 pak s českou reprezentací vyhrál mistrovství Evropy. Na mistrovství Evropy ve hře cricket došel do až do finále, které ale k vítěznému konci nedovedl.
Ve steelových šipkách je dvojnásobným juniorským mistrem republiky z let 2014 a 2015. V roce 2018 společně s Michalem Kočíkem došel pro titul mistrů republiky v turnaji dvojic. V tomtéž roce se objevil na exhibici Prague Darts Masters, kde ve dvojici se světovou jedničkou Michaelem van Gerwenem skončil druhý. V roce 2019 společně s Filipem Maňákem ovládl turnaj dvojic na Českém poháru.
V roce 2020 se zúčastnil PDC Evropské Q-School, kde se nejdále probojoval do last 64 ve třetím hraném turnaji. V ostatních skončil v last 512, last 256 a v last 128. V kvalifikaci na první podnik PDC European Tour prohrál až ve finále s Benjaminem Pratnemerem ze Slovinska. David se dlouho držel, minul šipky na 5:5 a po výhře 6:4 se radoval Pratnemer.
V dubnu 2020 se stal jedním z deseti účastníků nově vzniklé Tipsport Premier League 2020.